# Багджылар
Багджылар (тур. Bağcılar) — район провинции Стамбул (Турция), часть города Стамбул.

## История
В Османский период на этом месте находилась деревня с греческим населением. После греко-турецкого обмена населением с 1920-х годов здесь стали жить турки. Бурная миграция из восточной и юго-восточной Анатолии привела в 1970-х годах к массовой нелегальной застройке территории, росту уровня преступности.
В 1992 году Багджылар был выделен в отдельный район из района Бакыркёй. После этого начался снос нелегальной застройки и развитие района. В 2001 году был открыт Багджыларский олимпийский спорткомплекс, на церемонии открытия которого присутствовал Жан-Клод Ван Дамм.
В настоящее время Багджылар является районом Стамбула с самой высокой плотностью населения.